# Le Vampire (film, 1945)
Pour les articles homonymes, voir Vampire (homonymie).
Pour plus de détails, voir Fiche technique et Distribution.
Le Vampire est un film documentaire français de Jean Painlevé, réalisé entre 1939 et 1945, décrivant la chauve-souris d'Amérique du Sud nommée vampire.

## Liminaire
Jean Painlevé tente par ce film d'expliquer la source d'inspiration de Murnau pour son film de 1922, Nosferatu le vampire.
Ce film expérimental est également un documentaire animalier, montrant du microscopique trypanosome, parasite transmis par les hématophages dont le vampire fait partie, aux étrangetés de certains animaux marins et insectes.

## Synopsis
La principale séquence du film montre un vampire attaquant un cobaye. On voit la chauve-souris s'approcher lentement, en marchant, du cobaye qui ne semble pas être effrayé. Le vampire lui lèche alors le nez, acte que le cobaye prend comme un geste amical et ne bouge donc pas, mais sa salive contient un puissant anesthésiant lui permettant d'endormir localement le cobaye, il peut alors le mordre à la joue, puis laper le sang coulant de la plaie ouverte.
Cette séquence est introduite par un extrait du film expressionniste allemand Nosferatu le vampire (1922) de Friedrich Wilhelm Murnau.

## Analyse
Le film a été réalisé durant la Seconde Guerre mondiale et traite aussi de l'invasion de l'Europe par le Nazisme. La chauve-souris devenant, pour le réalisateur, la métaphore de l'invasion du parti Hitlérien. "Le vampire existe cependant" dit Jean Painlevé, en voix-off, à l'instant où est montré une carte de l'Europe. A la fin du film, la chauve-souris étend son aile gauche, rappelant le Salut fasciste, ce que Painlevé nomme "le salut du vampire", à nouveau en voix-off.

## Fiche technique
- Réalisation : Jean Painlevé
- Pays :  France
- Format :  Noir et blanc - 1,37:1 - 35 mm - Son mono
- Genre :  Documentaire / film scientifique[1]
- Durée : 9 minutes
- Année de sortie : France - 1945